# The Sins of a Brother
The Sins of a Brother è un cortometraggio muto del 1917 diretto da Herbert Brenon. Il nome del regista appare anche tra quello degli interpreti accanto a William E. Shay.

## Produzione
Il film fu prodotto dall'Independent Moving Pictures Co. of America (IMP).

## Distribuzione
Il film - un cortometraggio in una bobina - fu distribuito dall'Universal Film Manufacturing Company. Ne venne curata una riedizione che uscì sul mercato statunitense il 14 marzo 1917.